# Lobophytum crassodigitum
Lobophytum crassodigitum är en korallart som beskrevs av Li 1984. Lobophytum crassodigitum ingår i släktet Lobophytum och familjen läderkoraller. Inga underarter finns listade i Catalogue of Life.